# ديفيد إل. بيك
ديفيد إل. بيك (بالإنجليزية: David L. Beck)‏ هو قسيس أمريكي، ولد في 12 أبريل 1953.